# دل کلوز
دل کلوز (انگلیسی: Del Close؛ ۹ مارس ۱۹۳۴ – ۴ مارس ۱۹۹۹ (۶۴ سال)) یک هنرپیشه، و نویسنده اهل ایالات متحده آمریکا بود. وی بین سال‌های ۱۹۶۰ تا ۱۹۹۹ میلادی فعالیت می‌کرد.
از فیلم‌های معروف او می‌توان به بازی در فیلم  نزدیک‌ترین خویشاوند، نور روز و چشم عمومی اشاره کرد.